# Carme Adell Argilés
Carme Adell Argilés (Reus, 1951) és una piragüista i dirigent esportiva.
De petita va anar a viure a Madrid, on va començar a practicar la natació, el socorrisme i el piragüisme. En aquest esport es va convertir en una palista d'alt nivell i va ser diverses vegades campiona d'Espanya de velocitat i llarga distància en aigües tranquil·les amb el Club Vallehermoso de Madrid. Llicenciada en educació física i màster en activitats físiques adaptades, va ser entrenadora de l'equip estatal femení, directiva de la Federació Espanyola de Piragüisme durant la presidència de Manuel Fonseca, i professora de l'assignatura de caiac de mar de l'Escola Nacional Espanyola d'Entrenadors de Piragüisme. El 30 d'octubre de 2004 es va convertir en la presidenta de la Federació Catalana de Piragüisme, i es va mantenir en el càrrec fins al 2008. També ha participat en nombroses expedicions internacionals navegant pels cinc oceans en el seu caiac de mar. Segueix competint en la categoria de veterans a l'Associació Piragüística Balaguer.